# Flachbildschirm

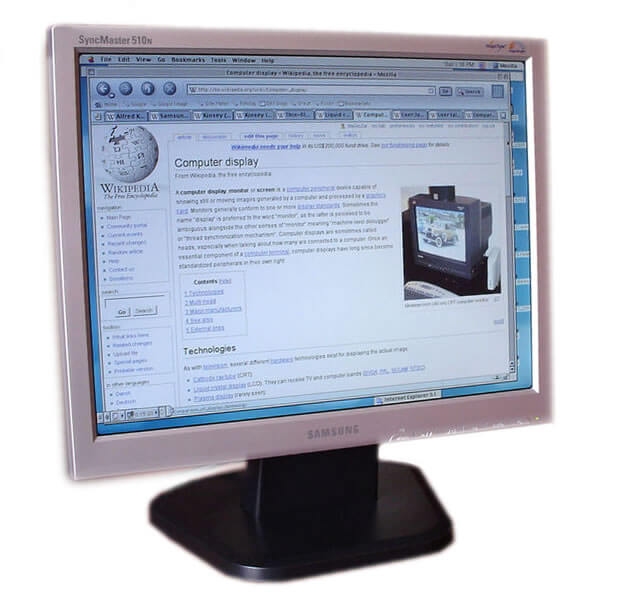
Flachbildschirm (TFT) für Computer

Ein Flachbildschirm ist ein Bildschirm, der eine geringe Tiefe aufweist. Flachbildschirme sind der bildgebende Teil vieler elektronischer Produkte wie in Fernsehern, Computermonitoren, Notebooks, Mobiltelefonen und Kameras. Flachbildschirme lassen sich nach verschiedenen technischen Prinzipien herstellen. Verbreitet sind aktuell LCD und OLED. Weitere Technologien wie Mirasol und FED werden für spezielle Anwendungen eingesetzt. Großflächige Flachbildschirme, insbesondere LCD-Flachbildschirme, haben auf Grund ihrer geringeren Abmessung, Masse und Energieverbrauchs die Kathodenstrahlröhrenbildschirme (CRT – cathode ray tube; Kathodenstrahlröhre) nahezu vollständig vom Markt verdrängt.

## Geschichtliche Entwicklung
Einzelheiten der historischen Entwicklung der unterschiedlichen Techniken für Bildschirme werden bei den entsprechenden Artikel beschrieben:
Plasmabildschirm, Flüssigkristallanzeige und Organische Leuchtdiode.

## Kenngrößen
Flachbildschirme werden charakterisiert durch:
- Diagonale (siehe auch Breitbildmonitor)
- Auflösung (üblich bei 15″-Monitoren 1024×768, bei 17″ und 19″ 1280×1024 bis 1600×1200, bei 24" 1920×1200, ab 24" 3840×2160 4K2K)
- Reaktionszeit (üblich 2 bis 25 ms bei Grau zu Grau)
- Kontrast (üblich 300:1 bis 8000:1)
- Helligkeit (üblich 200 bis 500 cd/m²) (siehe auch Bildhelligkeit)
- Blickwinkel (z. B. 140° bis 178°)
- Punktdichte (Anzahl der physikalischen Pixel pro Zoll, steht in direktem Verhältnis zur Größe eines einzelnen Pixels)

Eine bei einigen Bildschirmen verfügbare Pivot-Funktion dient dazu, den Bildschirm um 90° zu drehen (Hoch- statt Breitformat). Die Leistungsaufnahme eines  24″-LCD liegt bei etwa 20 Watt, ein LCD-Fernseher mit 90 cm Diagonale benötigt um die 35 Watt.

## Bauformen

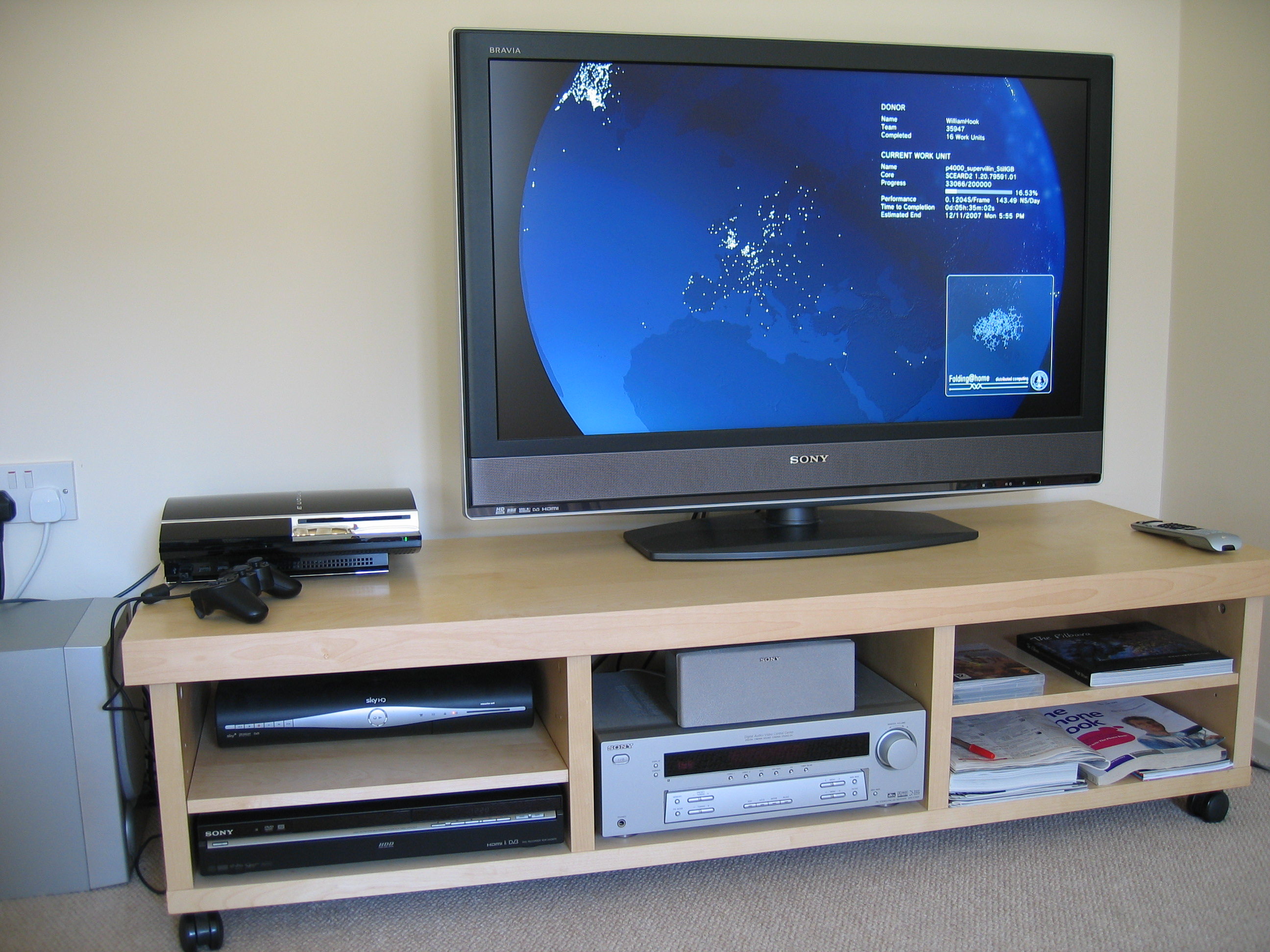
Flachbildschirm als Fernseher

Es gibt mehrere grundlegende Techniken, die eine geringe Tiefe zulassen:

### Plasmabildschirme
Plasmabildschirme stellten eine Möglichkeit dar, Flachbildschirme zu realisieren. Auch wenn sie äußerlich LC-Displays gleichen, ist ihre Funktionsweise – Zünden von Edelgasen fürs Aufleuchten – eine andere.
Für große Displays stellten sie wegen ihrer Leuchtkraft eine Alternative dar. Aufgrund des hohen Stromverbrauchs und schlechter Einsatzfähigkeit für kleine Displays sind sie im mobilen Bereich keine Konkurrenz. Zudem verlieren sie nach etwa 3 Jahren Betriebsdauer deutlich an Helligkeit. Das trifft besonders auf ältere Geräte zu. Neuere Plasmabildschirme waren deutlich günstiger im Energieverbrauch und besitzen eine Lebensdauer, die mit modernen LC-Displays identisch ist. Heute werden keine Plasmabildschirme mehr hergestellt.

### Flüssigkristallanzeigen
Bei den meisten LCD-Flachbildschirmen erfolgt die Ansteuerung über eine Dünnfilmtransistormatrix, um eine ausreichende Auflösung zu erreichen. LCD-Flachbildschirme haben Bildschirme mit Plasmaanzeigen ab den 1980er-Jahren ersetzt. Anfänglich wurden Mobiltelefone mit LCDs ausgerüstet. Dafür, wie auch für andere batteriebetriebenen Kleingeräte, kamen Plasmaanzeigen nicht in Frage.

### OLEDs
OLEDs (Organic Light Emitting Diode, organische lichtemittierende Diode) sind eine der Techniken, welche LCDs für bestimmte Anwendungen ablösen. Es sind dünne Glasscheiben oder Plastikfolien, die mittels Ink-Jet-Technik (Druckprinzip wie bei einem Tintenstrahldrucker) mit organischen Verbindungen (polymere Verbindungen) bedruckt und anschließend versiegelt werden. Durch geeignete Halbleiterbausteine werden OLEDs zum Leuchten angeregt. Extrem dünn, sind sie praktisch überall einsetzbar. Das größte Problem der OLEDs waren die hohe Empfindlichkeit gegen Sauerstoff und Feuchtigkeit, die das polymere Material durch chemische Reaktionen zersetzen und die Lebensdauer beschränkt haben.

### Weitere
- Feldemissionsbildschirm (FED)
- iFire-Technologie (anorganische Dickfilm-Technologie)
- Mirasol – Bildschirm mit interferometrisch arbeitendem Modulator

## Native Bildschirmauflösung
Flachbildschirme kennen bauartbedingt – bis auf Ausnahmen – generell nur eine einzige Bildschirmauflösung. Nur in dieser ist die Darstellung pixelgenau scharf. Diese Bildauflösung wird als native Bildschirmauflösung oder auch als native Displayauflösung bezeichnet, sie wird vom Hersteller in der Handelsbezeichnung angegeben. Alle anderen Auflösungen müssen vor einer Darstellung am Flachbildschirm mittels Skalierung auf diese native Displayauflösung umgerechnet werden. Dieser Vorgang führt bei abweichenden Auflösungen generell zu einer Bildunschärfe.

## Vor- und Nachteile

### Vorteile
- Durch digitale Ansteuerung über DVI, HDMI oder DisplayPort kann ein verlustfreies Bild übertragen werden.
- Die Bildwiedergabe ist bei digitaler Ansteuerung mit der nativen Bildauflösung um einiges schärfer als die eines CRT.[1][2]
- Flachbildschirme sind durch die nicht vorhandene Glasröhre kompakter und leichter. Daher kann die Technologie viel einfacher in mobilen Geräten eingesetzt werden.[1][2]
- Durch ihre sehr geringe Tiefe können sie leichter in augenschonenden Distanzen von etwa 1,5 × Bildschirmdiagonalen aufgestellt werden.
- Flachbildschirme vom Typ LCD haben bei statischen Bildern, wie sie bei Computeranwendungen überwiegen, einen wesentlich geringeren Energieverbrauch.[1][2] (Siehe auch: Green IT)
- Sie werden durch ein dauerhaft gleiches Bild nicht so stark beeinträchtigt wie Röhrenbildschirme (die jedoch heute weniger empfindlich sind als zu der Zeit, in der Bildschirmschoner eingeführt wurden, um ein Einbrennen von Bildern in den Phosphorschirm zu verhindern).
- Die Entsorgung ist weniger problematisch, wobei die Hintergrundbeleuchtung bei Verwendung von Kaltlichtkathoden oft umweltgefährdendes Quecksilber enthält.
- LCD-TFT-Flachbildschirme erzeugen keine Röntgenstrahlung und sind weitestgehend unempfindlich gegenüber elektrischen und magnetischen Feldern.[1][2]

### Nachteile
- LCD-Flachbildschirme weisen verglichen mit CRT-Monitoren eine wesentlich geringere Reaktionsgeschwindigkeit auf. Das kann zu Schlieren bei schnellen Bewegungen und Bildwechseln führen. Selbst durch die bei neueren LCDs verwendete Overdrive-Technik kann das Niveau eines CRT nicht erreicht werden.[1][2]
- Sie besitzen eine feste Auflösung. Andere Auflösungen, die nicht ein ganzzahliges Vielfaches – z. B. 800×600 bei nativer Auflösung 1600×1200 – der physikalischen Auflösung sind, müssen interpoliert werden und erscheinen somit unscharf. Im Gegensatz zu CRT-Bildschirmen ist so keine verlustfreie individuelle Bildschirmdarstellung durch Wahl einer beliebigen Grafikkartenauflösung möglich.[1][2]

Je nach Technologie des Flachbildschirms ergeben sich sehr verschiedene weitere Nachteile. Bei der zurzeit verbreitetsten Technologie der LCD-Bildschirme sind das insbesondere folgende:
- Sie erreichen schlechtere Kontrastverhältnisse als CRT-Bildschirme.[1][2]
- Sie weisen schlechtere Helligkeitswerte auf.[1][2]
- Sie können kein „echtes“ Schwarz darstellen, da die Hintergrundbeleuchtung immer aktiv ist. Verbesserte Schwarzdarstellung weisen jene LCD-Flachbildschirme auf, welche bildinhaltgesteuerte dynamische LED-Hintergrundbeleuchtung aufweisen. OLEDs dagegen können „echtes“ Schwarz darstellen.[1][2]
- Die Bildqualität ist je nach verwendeter Panel-Technologie mehr oder weniger stark vom Blickwinkel abhängig.[1][2]
- Die Oberfläche besteht aus weichem aufgerauten Kunststoff und ist dadurch schmutzanziehend, schlecht zu reinigen, chemisch empfindlich und nicht kratzfest im Gegensatz zu Bildröhren, die alle aus Glas waren.
- Sie können leicht umfallen bzw. umgestoßen werden (Wind) im Gegensatz zu den massiven und kompakten Bildröhrengeräten

## Sicherheit und Gesundheit bei der Entsorgung
Ältere LCD-Flachbildschirme mit einer Leuchtröhren-Hintergrundbeleuchtung können Quecksilber enthalten. Dies ist bei den gegenwärtig verwendeten LED-Hintergrundbeleuchtungen nicht der Fall. Bei der manuellen Demontage der Leuchtröhren kann Quecksilber freigesetzt werden, das für Beschäftigte eine inhalative Gefährdung darstellen kann. Der Arbeitgeber muss daher eine Gefährdungsbeurteilung durchführen. Die Empfehlungen Gefährdungsermittlung der Unfallversicherungsträger (EGU) geben bei der Gefährdungsbeurteilung praktische Hinweise, damit die Grenzwerte für Quecksilber eingehalten werden. Dazu gehören der Arbeitsplatzgrenzwert (AGW), der Kurzzeitwert nach TRGS 900 sowie der Biologische Grenzwert (BGW) nach TRGS 903. Werden die Verfahrensparameter sowie die geschilderten Schutzmaßnahmen eingehalten, ist davon auszugehen, dass das Minimierungsgebot nach § 7 Abs. 4 der GefStoffV erfüllt wird. Weitere Gefahrstoffe wie etwa Stäube und Staubinhaltsstoffe müssen im Rahmen der Gefährdungsbeurteilung gegebenenfalls gesondert berücksichtigt werden.

## Marktanteile
2009 wurden laut einer Studie des Marktforschungsinstitut EITO und anhand der Marktzahlen der GfK in Deutschland über 8,3 Millionen Flachbildfernseher verkauft, davon alleine über eine Million über den Onlinehandel. Der Schwerpunkt des Abverkaufs lag beim Elektronik-Fachhandel.

## Worterklärung
Das Wort Flachbildschirm ist sprachlich eigentlich falsch: Der Begriff flach bezieht sich bei Flachbildschirmen im Wesentlichen auf die Tiefe des Gehäuses und weniger auf die Tatsache, dass die Bildschirmfläche eben ist. Ebene Bildschirmflächen gibt es auch bei CRTs. Des Weiteren ist es eigentlich falsch, das ganze Gerät als Bildschirm zu bezeichnen, da der Bildschirm nur die bilddarstellende Oberfläche ist.